# Sun Bin
En aquest nom xinès, el cognom és Sun.
Sun Bin - xinès tradicional: 孫臏, xinès simplificat: 孙膑, pinyin: Sūn Bìn - (mort el 316 aC) va ser un estrateg militar que va viure durant el període dels Regnes Combatents de la història xinesa. Era un suposat descendent de Sun Tzu; Sun Bin va ser instruït en l'estratègia militar per l'ermità Guiguzi. Va ser acusat de traïció mentre hi era servint en l'estat de Wei i va ser condemnat a tatuar-se la cara (una marca penal) i llevar-se les seves ròtules, el que li deixaria un desavantatge motriu per a la resta de la seva vida. Després Sun escapà de Wei i va guanyar fama en l'estat Qi, servint com a estrateg militar i comandant. Ell va conduir Qi a la victòria contra l'estat Wei en la batalla de Guiling i la batalla de Maling. Sun va ser l'autor del tractat militar L'art de la guerra de Sun Bin, que va ser redescobert en una excavació arqueològica del 1972 després d'haver estat perdut per gairebé 2000 anys.

## Inicis
Un suposat descendent de Sun Tzu, Sun Bin va ser reconegut per la seva brillantor a una edat jove, quan encara estava estudiant estratègia militar sota la tutela de l'ermità Guiguzi. El podia recitar L'Art de la Guerra, cosa que va fer a Guiguzi comentar que tots els seus altres estudiants havien d'admirar a Sun Bin com un model a seguir. Pang Juan, un company d'estudis de Sun Bin, va esdevenir germà de jurament de Sun. Pang va marxar aviat i se'n va anar a servir a l'estat de Wei com a general militar, fent-se un nom després d'aconseguir victòries en unes quantes batalles. Sun Bin, que encara estava estudiant amb el seu mestre llavors, va ser invitat a entrar en el servei de Wei i va esdevenir col·lega de Pang. Això no obstant, Pang era secretament gelós de Sun, perquè havia percebut que Sun Bin era més talentós, i que havia après del seu mestre més sobre estratègia militar que ell.

## Mutilació
Pang Juan va incriminar a Sun Bin en un acte de traïció i s'ho va informar a Hui, rei de Wei, el qual va ordenar que Sun Bin fóra executat. Pang va simular demanar clemència en nom de Sun, i el rei el va condemnar a tatuar-se la cara i a extirpar-se les ròtules, efectivament marcant a Sun com un criminal i ocasionant-li tenir un handicap per la resta de sa vida. Pang va simular apiadar-se de Sun i el va tractar bé, mentre al mateix temps tractava d'enganyar a Sun fent-lo recopilar tot el seu coneixement sobre estratègia militar en un llibre, i així per quan ho tingués tot escrit Pang el mataria. Sun es va adonar de les veritables intencions de Pang i poc després va fingir haver embogit. Pang va tractar de comprovar si Sun havia embogit realment o no, així que el va tancar en una porquera. Sun va semblar passar-s'ho molt bé allà, tant que fins i tot va consumir femta d'animal, assenyalant que era deliciosa. Pang va creure que Sun estava ben foll i va baixar la guàrdia. Posteriorment Sun Bin aconseguiria escapar de l'estat de Wei amb l'ajut de diplomàtics de l'estat de Qi.

## Servei a Qi
En l'estat de Qi, Sun Bin va passar a ésser un criat (convidat) de la residència de Tian Ji, un general militar que havia quedat molt impressionat amb ell. En una ocasió, el Rei Wei de Qi va convidar a Tian Ji a una competició de curses entre els seus cavalls. Sun Bin va suggerir una estratègia a Tian Ji sobre com utilitzar els seus cavalls al seu favor, i Tian va guanyar dos de les tres rondes en les carreres.